# Imhotep
Imhotep (på fornegyptiska: ”Han som kommer i frid”) var ett egyptiskt universalgeni som tjänade farao Djoser (2667–2648 f.Kr.) under 3:e dynastin i Egypten. Han var överstepräst i solguden Ras tempel i Heliopolis och dessutom farao Djosers vesir.

## Imhotep som arkitekt
Han är den förste arkitekt som finns belagd i skriftliga källor. Det var han som ledde det första pyramidbygget i Egypten; det med farao Djosers trappstegspyramid i Sakkara. Farao Djoser och andra faraoner i Egypten blev hedrade långt efter sin död och fick storslagna monument uppförda i sina namn. Imhotep ska ha varit nämnde faraos närmaste man och levde omkring 2650 f.Kr. Imhotep var en av de få dödliga som har hedrats efter döden. Hans egen grav har dock inte hittats. Imhotep lär enligt legenden även ha varit präst, läkare, filosof, poet och astronom. Under Sentiden (747–332 f.Kr.) dyrkades han som gud och ansågs vara son till visdomsguden Thot. Så vitt man vet så är han den första som har använt sig av pelare inom arkitektur.
I sin arkitektbana är han mest känd för att mellan åren 2630–2611 f.Kr. ha skapat den första pyramiden, trappstegspyramiden i Saqqara. Detta var första steget i utvecklingen av den egyptiska begravningsritualen. Före Imhoteps konstruktion begravdes faraoner i enkla mastabagravar. Ordet ”mastaba” är arabiska och betyder bänk. En mastaba är en bänkformad byggnad i lertegel med ett schakt under sig. Schaktet leder till en gravkammare under marken. Farao Djoser ville vara bättre än så. Han bad Imhotep att bygga en trappa med flera mastabor på varandra. Detta är en banbrytande konstruktion från den tidigare mastaban, både logiskt sett och rent symboliskt.
Kung Djoser ville ha en trappa upp till himmelen, till de gudar han en dag skulle ansluta sig till i livet efter detta. Djosers grav blev 62 meter hög och den största byggnaden i Egypten, också den första i världen som var helt byggd av sten. Att detta har byggts i sten är bevis för egyptiernas hantverksskicklighet och deras tekniska innovationer. Det är en magnifik byggnad som visar vilken status en egyptisk härskare har haft. Själva gravkammaren är placerad mitt i pyramiden och konstruerad för att klara det enorma tryck stenarna ovanför orsakar. Djosers pyramid ligger i Saqqara väster om den dåvarande huvudstaden Memfis. Saqqara var en viktig nekropol för kungar och ämbetsmän fram till Nya riket. Djosers pyramid ligger på ett muromgärdat område med samma storlek som en stad (cirka 13 000 kvadratmeter) Inom området finns kultkapell där farao Djosers odödliga själ dyrkades, men också byggnader som skulle symbolisera en stad som Djoser skulle kunna styra över i livet efter detta.
Tack vare Imhoteps utvecklande av gravkonstruktionen kan vi nu idag se över Gizaplatåns under: släta pyramider. Släta pyramider utvecklades under kung Sneferu. Avsatserna mellan hans fars, Hunis trappstegspyramid i Maidum lät Sneferu fylla igen i experiment för att skapa en slät pyramid, men materialet lossnade och drog med delar av originalmaterialet. Idag ser pyramiden ut som en stor grushög. Sneferu lät bygga ytterligare två pyramider, båda i Dahshur. Båda har släta sidor, men vid uppförandet av den första av de två pyramiderna greps ingenjörerna av panik. Den tunga konstruktionen skulle kollapsa om samma lutning behölls. Därför skapades den lutade pyramiden, då övre delen har en mjukare lutning. Den andra, den Röda pyramiden, är den första ”riktiga” pyramiden och antagligen Sneferus sista viloplats.

## Imhotep som läkare
Imhotep är även historiens första läkare som är känd vid namn. Han tros ha varit delaktig i flera viktiga framsteg inom den egyptiska läkekonsten, bland annat behandlingar av benbrott och anatomiska observationer. Han är förmodad författare till förlagan för den så kallade ”Edwin Smith-papyrusen”, som är skriven cirka 1700 f.Kr.. Den beskriver anatomiska observationer och förbannelser. Än så länge var magi och vetenskap samma sak. Dock spekuleras det en hel del om huruvida Imhotep verkligen har skrivit denna papyrusrulle. Han ansåg också att himmelen skyddade jorden så att inte rymden skulle ”ramla” ner. Imhotep verkar också ha varit chefsskulptör och chefsvasmakare.

## Eftermäle
Efter sin död kom Imhotep att åkallas som helbrägdagörare. Under persertiden, omkring 525 f. Kr. kom han att erhålla full dyrkan som gud. Imhotep hade tempel bland annat i Memfis och på ön File, Egypten. Av grekerna kallades han Imuthes och sammanställdes med Asklepios.
Nedslagskratern Imhotep på planeten Merkurius är uppkallad efter honom.